# علي نور الدين العاملي
الشيخ علي نور الدين العاملي (1920 - 12 مارس 2017) هو رجل دين شيعي من لبنان.

## بطاقة شخصية
السيّد نور الدين علي ابن السيّد علي ابن السيّد الحسين الموسوي العاملي الجُبعي ولد عام 1920،عام 970 ه في قرية جُبَع ـ إحدى قرى جبل عامل ـ بلبنان. وهو من عائلة علمية، فجده العلامة الشيخ حسين نور الدين العاملي وقد كان من أبرز العلماء الشيعة آنذاك ووالده الشيخ محمد جواد نور الدين العاملي .بدأ بدراسة العلوم الدينية في الشام، ثمّ سافر إلى مكّة المكرّمة، واستقرّ بها حتّى وافاه الأجل، مشغولاً بالتدريس والتأليف وأداء واجباته الدينية. هو إمام مدينة جويـّـا العامليّة (جنوب لبنان) وهو من أساتذة النحو في الحوزة العلمية.

## مؤلفاته
1. كشف الحجاب: وهو كتاب عن خفايا حياة النبي والوصي والأصحاب.
2. الفوائد العاجيّة: يضم هذا الكتاب معلومات عديدة حول الفوائد من الصيام، والأكل، والصلاة..
3. نظم الدرر: وهو ديوان شعر فيه المديح والإطراء بالنبي محمد وآل بيته.